# 西村英俊
西村 英俊（にしむら ひでとし、1942年4月29日 - 2013年12月31日）は、日本の実業家。双日最高経営責任者（CEO）。西日本高速道路社長。

## 経歴
福岡市に生まれる。1961年、福岡県立修猷館高等学校、1965年、九州大学経済学部を卒業し、日商に入社。営業職として、機械やプラントの輸出を手掛けた後、日商と岩井産業の合併による日商岩井への商号変更を経て、1992年、情報産業本部長兼メディア事業部長となり、ポケベルや携帯電話、民間衛星放送を手掛ける。その後、中国総代表兼日商岩井中国会社会長、米州総支配人兼日商岩井米国会社社長兼カナダ会社社長、1994年6月、取締役、1998年6月、常務取締役、2000年6月、専務執行役員を経て、2002年6月、日商岩井代表取締役社長に就任する。
その後、当時、業績不振と6,000億円の不良債権で存亡の危機に瀕していた日商岩井を再建するため、ニチメンとの経営統合、不良資産の整理・処分、不採算事業の現場調査と整理・リストラ、金融機関・大口債権者への債務免除・巨額の優先株引受け再建協力依頼、リスク管理体制確立、事業の選択と集中など、きわどい荒療治を実施することにより、同社を事業再生に導いていく。
2004年4月、日商岩井とニチメンが、持株会社を設立して経営統合した双日の、共同最高経営責任者（CEO）に就任する。2004年9月から2005年3月の半年間で、国内外350件以上の不良債権、不稼働資産の6,000億円（総額では1兆円超）の売却交渉に取組み、その売却損は4,300億円と見積られるほどの徹底的な再建計画を実行した。
2005年6月、双日の「新経営計画」がまとまり、将来の目処をつけた上で、減資や事業の選別などで、株主を始め多くの関係者に多大な迷惑をかけたとして、潔く経営責任を取りCEOを辞任し、特別顧問となる。
後に、双日は、2008年3月期において、経常利益1,015億円、当期純利益627億円を達成した。これは過去最高水準の利益であった。
2008年、同社顧問となり、2010年6月、西日本高速道路社長に就任する。傍ら、財団法人双日国際交流財団の理事長を務めている。
2013年12月31日に心不全で死去。

## 著書・参考文献
- 『会社は毎日つぶれている』（日本経済新聞出版社、2009年）